# Павленко Сергій Григорович
Сергі́й Григо́рович Павле́нко (*21 травня 1956, Ватутіне) — український політик. Народний депутат 3-го і 6-го скликання Верховної Ради, член фракції «Блок Литвина» (з 11.2007). Член Трудової партії України; голова Трудової партії України від 4 жовтня 2008 року.

## Біографія
Освіта: Київський технологічний інститут харчової промисловості (1983), інженер-механік харчових виробництв.
1974-76 — служба в армії. 1977-83 — машиніст конвеєра; слухач підготовчого відд., студ. Київ. технол. інституту харчової пром. 1983-86 — інженер, м.н.п. Українського НДІ спиртової та лікеро-горілчаної промисловості. 1986-92 — працював на інженерних посадах у м. Ватутіне. З 1992 — комерційний директор, директор МП «Орімі ойл»; заступник директора ТОВ «Данаприс»; фінансовий директор СП АТЗТ «Даленс»; заступник директора, директор ТОВ «Реал-груп»; заступник голови Центру розвитку українського законодавства. Був керівником представництва в Україні «АС Нелгілін».
Орден За заслуги" III ступеня.

## Депутатська діяльність
Народний депутат України 3-го скликання 03.1998-04.2002 від ПЗУ, № 12 в списку. Крім того 03.1998 — кандидат в народні депутати України по виб. окр. № 195 Черкаської області — з'яв. 78,0 %, за 1,3 %, 10 місце з 16 прет. На час виборів: директор ТОВ «Реал-груп», член ПЗУ. Член Комітету з питань аграрної політики та земельних відносин (з 07.1998); член фракції ПЗУ (з 05.1998).
04.2002 — кандидат в народні депутати від ПЗУ, № 19 в списку. 12.2002 — кандидат в народні депутати України, виб. окр. № 82 Запорізької області, самовисування. За 0,05 %, 24 з 32 прет. На час виборів: заступник голови громадської організації «Центр розвитку українського законодавства».
Депутат Київської облради (04.2006-07).
Народний депутат України 6-го скликання з листопада 2007 від Блоку Литвина, № 13 в списку, на час виборів начальник відділу ТОВ «Інститут інвестиційної стратегії регіонального розвитку», член ТПУ. Заступник голови Комітету з питань фінансів і банківської діяльності (з 12.2007), член Спеціальної контрольної комісії ВР України з питань приватизації (з 12.2007).
10 серпня 2012 року у другому читанні проголосував за Закон України «Про засади державної мовної політики», який суперечить Конституції України, не має фінансово-економічного обґрунтування і спрямований на знищення української мови. Закон було прийнято із порушеннями регламенту.

## Виноски
1. ↑  http://w1.c1.rada.gov.ua/pls/radac_gs09/d_index_arh?skl=3
2. ↑  http://w1.c1.rada.gov.ua/pls/radac_gs09/d_index_arh?skl=6
3. ↑  04.10.2008. Трудова партія України обрала нового Голову. Архів оригіналу за 03.06.2009. Процитовано 06.10.2008.
4. ↑  67 інституцій громадянського суспільства аргументовано закликали депутатів не голосувати за прийняття законопроєкту «Про засади державної мовної політики» [Архівовано 25 березня 2016 у Wayback Machine.] — Сайт «Майдан»
5. ↑  Висновок Комітет Верховної Ради України з питань культури і духовності 23.05.2012[недоступне посилання з квітня 2019]
6. ↑  Більшість зі штовханиною просунула мовний закон Колесніченка [Архівовано 6 вересня 2012 у Wayback Machine.] — 1+1. ТСН
7. ↑  ЗАКОН ПРО МОВИ УХВАЛИЛИ [Архівовано 31 жовтня 2012 у Wayback Machine.] — Українська Правда